# 3 às ...
3 às ... é um noticiário televisivo português da RTP3 exibido todos os dias de hora a hora, onde a informação é atualizada. Tem como edições regulares o 3 à 1, 3 às 2, 3 às 3, 3 às 4, 3 às 5, 3 às 6, 3 às 7 (fim-de-semana), 3 às 10, 3 às 11, 3 às 14, 3 às 15, 3 às 16 e 3 às 17, e esporádicas o 3 às 13, 3 às 18, 3 às 19, 3 às 20, 3 às 21, 3 às 22 e 3 às 23.